# Gornji Ključarovci
Gornji Ključarovci este o localitate din comuna Sveti Tomaž, Slovenia, cu o populație de 113 locuitori.